# Изергина, Мария Николаевна
Мария Николаевна Изергина (31 июля 1904, Палагино, Тверской район — 22 марта 1998, Москва) — русская советская пианистка, певица (меццо-сопрано), исполнительница романсов; старшая сестра искусствоведа Антонины Изергиной.

## Биография
Родилась в имении родителей в деревне Палагино Калининского района Тверской губернии. Отец, Николай Михайлович Изергин, был служащим Управления государственных касс, мать — учительницей музыки. Сестра — Антонина Николаевна Изергина (6 июня (9 июля по нов. ст.) 1906 года рождения, пос. Куоккала — 17 марта 1969 года, Ленинград). 
После продажи имения в 1917 году вместе с сестрой Антониной и матерью, в мае 1917 года переехала в Крым, где жил их дядя, известный адвокат. Сестра позднее вернулась в Ленинград в 1925 году.
Обе сестры входили в общество под названием «аргонавты», которое сформировалось в 1921 году в Симферополе из студентов Таврического университета, увлекавшихся поэзией, философией, музыкой, драматическим искусством. Это общество было близко к Максимилиану Волошину. Бывая в Симферополе, он встречался с членами общества, не раз они гостили у него в Коктебеле. Позже М. Н. Изергиной, как и другими членами общества, написаны воспоминания о встречах с Волошиным, о его большом влиянии на формирование их мировоззрения.
В 1921—1922 годах училась в Таврическом университете, откуда была отчислена из-за дворянского происхождения.

…С 1923 г. по 1925 г. училась в Крымской консерватории по классу пения. В 1925 г. переехала в Москву, где училась пению в Музыкальном техникуме им. Скрябина. В 1927 г. переехала в Ленинград, потеряла голос вследствие нервного несмыкания связок и поступила во 2-й Музыкальный техникум по классу рояля, который и кончила в 1931 г.— М. Н. Изергина. Автобиография (1953; цит. по )
В конце 1930-х годов вместе с сыном уехала вслед за сосланным отцом в Алма-Ату, где работала иллюстратором-аккомпаниатором в драматическом театре. В Алма-Ате пережила войну и смерть отца, погибшего в ссылке. В это время к ней вернулся голос, она успешно выступала с сольными концертами. В 1946 году на охоте вследствие случайного выстрела погиб её сын Николай.
Тяготясь тяжёлыми воспоминаниями, решила уехать из Алма-Аты. В середине 1950-х годов, прибегнув к помощи Марии Степановны, жены Максимилиана Волошина, с которой была знакома с 1920-х годов, получила в Коктебеле участок для строительства дома. Выстроенный в 1956—1958 годы дом на протяжении 40 лет служил центром притяжения и общения российской интеллигенции. М. Н. Изергина устраивала фортепианные концерты, исполняла романсы, в том числе на стихи Максимилиана Волошина. Музыка к некоторым из романсов сочинена лично ею. Среди друзей дома были Мария Волошина, Анастасия Цветаева, Григорий Петников.
В 1993 году перенесла инсульт. Осенью 1997 года, нуждаясь в постороннем уходе, переехала в Москву, где скончалась 22 марта 1998 года. Похоронена на мемориальном участке коктебельского кладбища, рядом с могилами матери Максимилиана Волошина, сына Анастасии Ивановны Цветаевой и Александра Георгиевича Габричевского. Её коктебельский дом был снесён.

### Семья
Сын Николай (1930—1946, от второго брака ).
Третий муж — Павел Осипович Кайров (1904—1962), актёр, народный артист Казахской ССР (1955);
- падчерица — Елена Кайрова[1].

## Память
Сохранились записи романсов в исполнении М. Н. Изергиной.
Жизнь М. Н. Изергиной описана в книге Н. Ю. Менчинской «Крымские „аргонавты“ XX века» на основе воспоминаний, дневников и писем друзей, а также рассказов М. Н. Изергиной о себе и сестре, о родителях и друзьях, сохранённых на сделанных при её жизни магнитофонных записях.
Воспоминания о М. Н. Изергиной Игоря Сановича, Леонида Талочкина, Василия Аксёнова, Алексея Козлова, Дмитрия Плавинского, Марии Плавинской, Евгения Рейна, Евгения Бачурина опубликованы в 82-м номере Архивная копия от 25 октября 2012 на Wayback Machine журнала «Наше Наследие» за 2007 год.